# Schmerbach (Wüstung)
Schmerbach war ein Dorf in der Nähe von Helmershausen in Südthüringen. Der gleichnamige Bach durchfließt das Tal. Aufgrund der lediglich 350 Meter bis zur innerdeutschen Grenze wurde das Dorf mit einigen anderen Höfen in der Region 1974 eingeebnet.

## Geschichte
Erstmals wird das Dorf 1562 als hennebergisches Lehen der Heldritt zu Helmershausen genannt. Im Dreißigjährigen Krieg wird 1631 das Dorf von kaiserlichen Truppen gebrandschatzt, danach war es zwischenzeitlich unbewohnt. 1866 errichtete man eine Ziegelei und 1877 gingen Weimarschmieden und das Gut in den Besitz von Hermann Miesegaes aus Southampton über. Im Jahre 1904 erwirbt Guido Grosser das Gehöft.

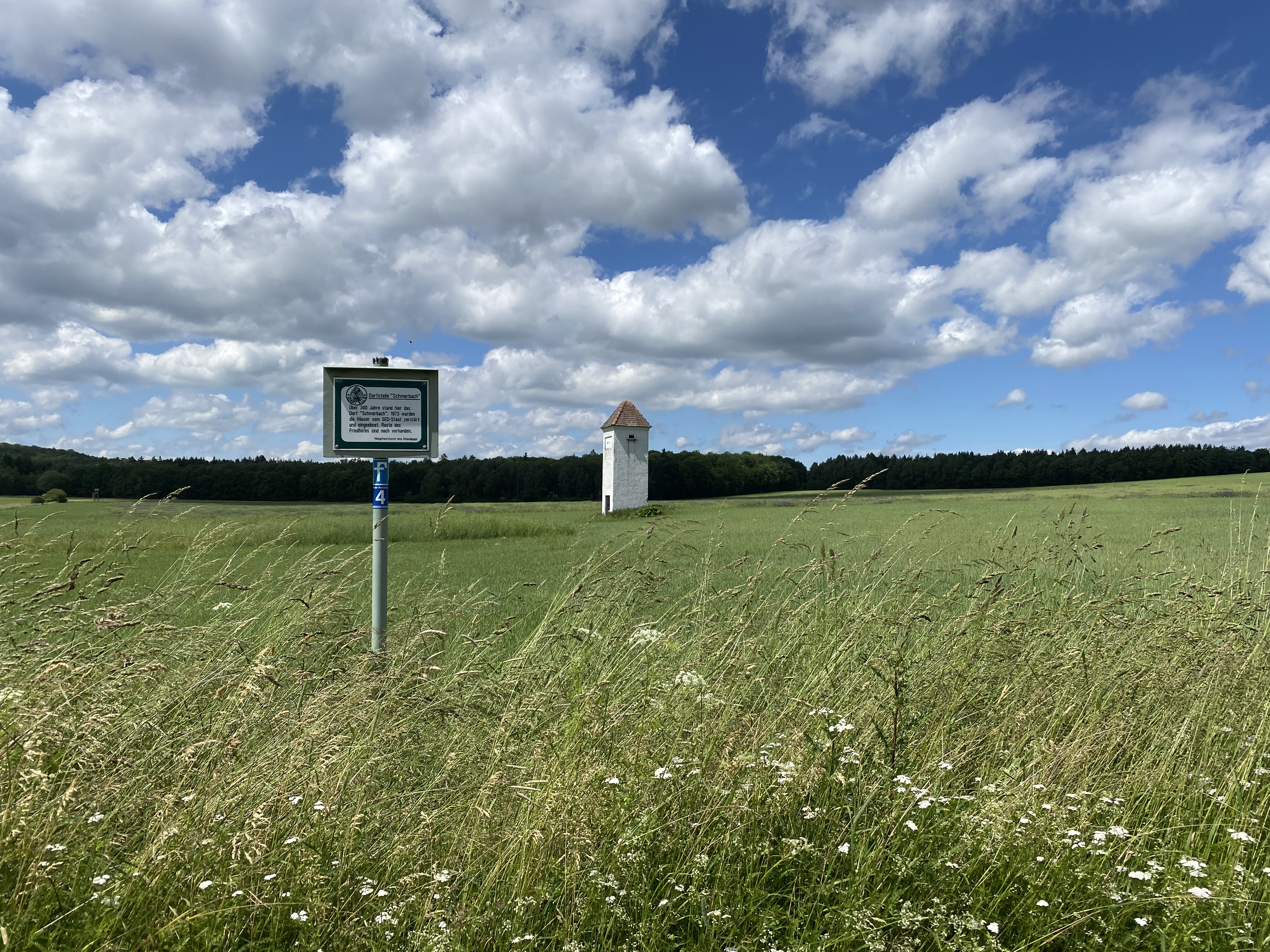
Gedenktafel für die Dorfstelle Schmerbach mit dem erhaltenen Trafohäuschen

Nach dem Zweiten Weltkrieg lag das Dorf innerhalb der sowjetischen Besatzungszone. Die Nähe zur Grenze war der Grund dafür, dass die Einwohner die Häuser räumen und die Gegend verlassen mussten. Am 27. Februar 1974 wurden Sprengarbeiten von Böhme, Referent für Innere Angelegenheiten beim Rat des Kreises, beantragt. Am 13. März desselben Jahres erfolgte die Stromabklemmung der Häuser der Familien Krannich und Görtz sowie eines leerstehenden Wohnhauses. Der Abriss von vier Wohnhäusern samt Nebengebäuden und einer Feldscheune wurde am 17. April 1974 genehmigt. Am 11. Mai 1974 folgten die übrigen Gebäude mit Ausnahme des Trafohäuschens sowie des Friedhofes.

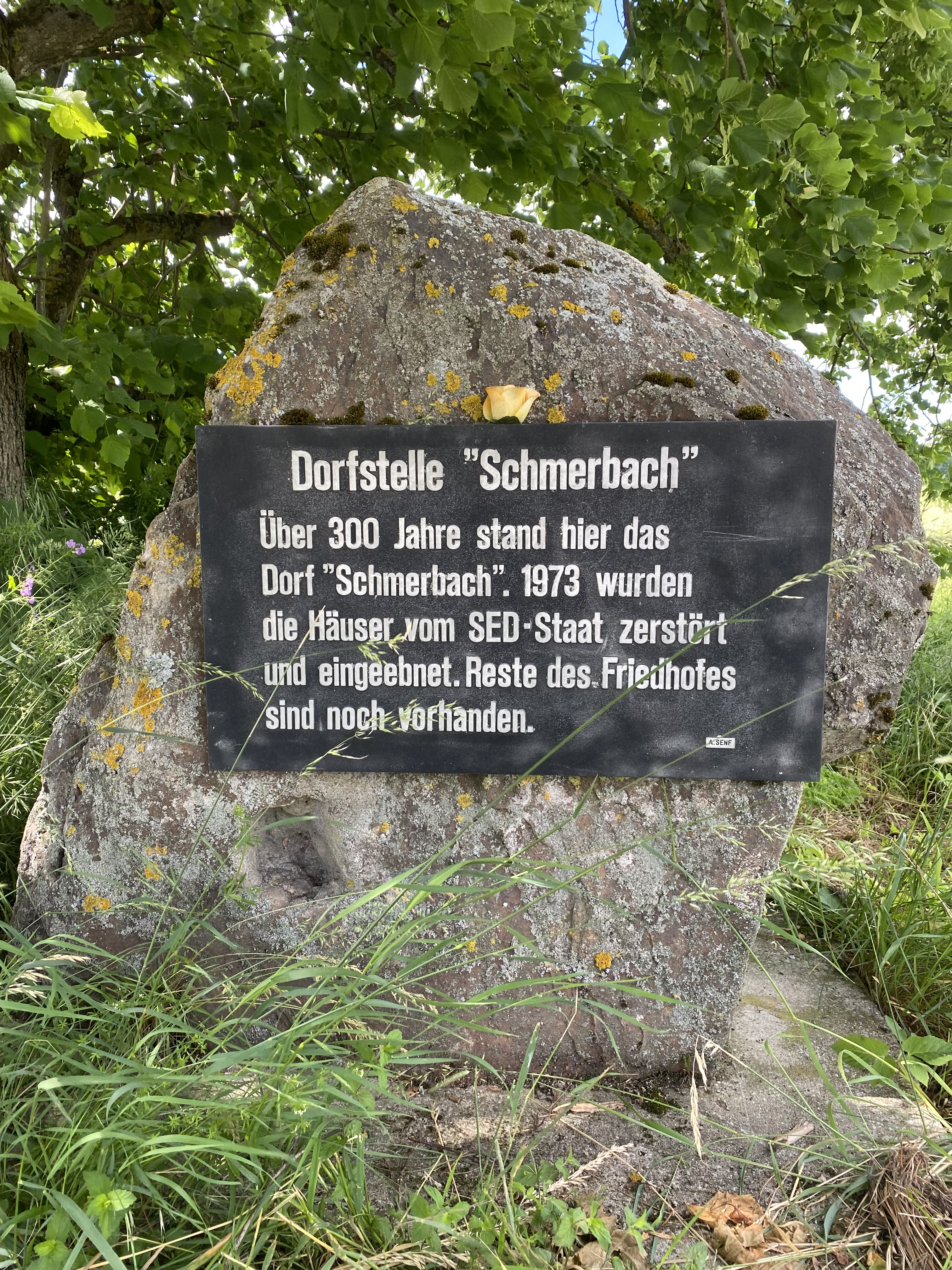
Die auf einem Findling angebrachte Gedenktafel für Schmerbach.

Eine Station des Friedensweges ist dem Dorf gewidmet. Auch ein Gedenkstein wurde gesetzt.